# Ашфордская школа
51°08′57″ с. ш. 0°52′41″ в. д.
Ашфордская школа (англ. Ashford School) — частная английская школа, расположенная в городе Ашфорд в графстве Кент. Учебное заведение состоит из двух частей, расположенных на разных территориях. Детский сад (до 5 лет) и подготовительная (с 5 до 11 лет) школа расположены в деревне Грейт Чарт на западной окраине Ашфорда; старшая (с 11 до 18 лет) школа находится в центре города. Общее количество учеников — около 1 000, в том числе в старшей школе — около 480. Примерно 30 % учеников старших классов составляют иностранцы, большая часть которых проживает в зданиях, расположенных на территории школы.
Школа была основана в 1898 г. как небольшое учебное заведение для девочек. В течение XX века постепенно расширялась, приобретая новые здания в городе. В 2005 г. произошло объединение с другой частной школой в Ашфорде и введено совместное обучение; в настоящее время количество мальчиков и девочек примерно одинаково. В 2010/11 учебном году была признана частной школой года в Англии.